# 絲克伍事件
《絲克伍事件》（英語：Silkwood）是美國電影，麥克·尼可斯執導。

## 劇情
凱倫·絲克伍在一家生產核能燃料公司工作，工作中直接面臨高度的輻射及安全衛生問題，在一次輕微意外後，凱倫受到其他同事的排擠。
凱倫關心其他同事的遭遇、關心公司的不合理措施，於是從生產線被調到品管部門，公司刻意將她孤立。
工會選舉中，勞資雙方都各自推派人選出來競爭，工會陷入苦戰，凱倫自願加入諮商委員會中協助工會打贏選戰，並且積極的投入工會事務，取得總工會的支援。

## 連結
- 美国电影学会目录上的《絲克伍事件》（英文）
- 官方网站 at MGM.com
- 互联网电影数据库（IMDb）上《Silkwood》的资料（英文）
- 爛番茄上《絲克伍事件》的資料（英文）
- TCM电影资料库上《Silkwood》的资料（英文）
- AllMovie上《Silkwood》的资料（英文）